# Handball-DDR-Oberliga (Frauen) 1964/65
Die DDR-Handballoberliga Frauen der Saison 1964/65 diente zur Ermittlung der Meister in der Halle und auf dem Feld. Hallenmeister der Frauen wurde der SC Leipzig, auf dem Feld verteidigten die Frauen des SC Empor Rostock den Titel.

## Hallenmeisterschaft
Erstmals wurde der Meister im Hallenhandball der Frauen in einer eingleisigen Oberliga ermittelt. Ungeschlagen machte der Vorjahresdritte SC Leipzig das Rennen, mit drei Punkten Vorsprung vor dem Dritten der vorangegangenen Saison, dem SC Empor Rostock. Mit dem dritten Platz ging für die BSG Fortschritt Weißenfels endgültig eine Ära zu Ende. Nach dem letzten Titelgewinn 1964 in der Halle verabschiedeten sich die Weißenfelserinnen endgültig aus dem Spitzenfeld des Frauenhandballs. Wegen der Reduzierung von zwanzig auf zehn Mannschaften gab es 1964/65 keine Aufsteiger aus dem Handballunterbau. Absteigen mussten der SC Einheit Dresden und die BSG Post Halberstadt.
| Pl. | Mannschaft                 | Sp  | S  | U | N  | Tore    | Punkte |
| 1   | SC Leipzig                 | 18  | 17 | 1 | -  | 185:086 | 35:01  |
| 2   | SC Empor Rostock           | 18  | 15 | 2 | 1  | 178:080 | 32:04  |
| 3   | BSG Fortschritt Weißenfels | 18  | 13 | 2 | 3  | 168:112 | 28:08  |
| 4   | SC Aufbau Magdeburg        | 18  | 8  | 3 | 7  | 126:147 | 19:17  |
| 5   | TSC Berlin                 | *16 | 7  | - | 9  | 112:136 | 14:18  |
| 6   | BSG Lok Rangsdorf          | *17 | 6  | 2 | 9  | 115:118 | 14:20  |
| 7   | SG Dynamo Karl-Marx-Stadt  | 18  | 5  | 1 | 12 | 130:174 | 11:25  |
| 8   | SC DHfK Leipzig            | 18  | 5  | - | 13 | 123:163 | 10:26  |
| 9   | SC Einheit Dresden         | 18  | 3  | 3 | 12 | 120:163 | 09:27  |
| 10  | BSG Post Halberstadt       | *17 | 1  | 2 | 14 | 080:158 | 04:30  |

* Die Spiele TSC Berlin – Post Halberstadt und TSC Berlin – Lok Rangsdorf waren zu Beginn der Feldmeisterschaft immer noch nicht ausgetragen.

## Die Meistermannschaft
| Sportclub Leipzig |
| Hannelore Zober (Tor) – Steffi Beuther, Christine Coen, Christa Hülßner, Christine Irmer, Helga Kermes, Renate Kriegel, Monika Mühlheim, Maria Rüdrich, Ursula Tennert, Rita Zimmermann |
| Trainer: Peter Kretzschmar |

## Feldmeisterschaft

### Punktspiele
Zum letzten Mal wurde die Meisterschaft auf dem Feld mit 20 Mannschaften ausgetragen. Die waren wieder in zwei Staffeln aufgeteilt, wegen der im Dezember bevorstehenden Frauen-Weltmeisterschaft fand aber zwischen April und Juli 1965 nur eine einfache Punktspielrunde statt. Die Staffelsieger SC Empor Rostock und BSG Empor Halloren Halle ermittelten in einem Endspiel den neuen Meister. Da ab der Saison 1965/66 auch die Feldmeisterschaft nur noch in einer eingleisigen zehn Mannschaften umfassenden Oberliga ausgetragen wurde, qualifizierten sich nur die jeweils fünf besten Mannschaften jeder Staffel für die neue Feld-Saison.
| Pl. | Mannschaft                   | Sp | S | U | N | Tore  | Punkte |
| 1   | SC Empor Rostock             | 9  | 9 | - | - | 82:25 | 18:0   |
| 2   | TSC Berlin                   | 9  | 7 | - | 2 | 71:40 | 14:04  |
| 3   | TSG Wismar                   | 9  | 7 | - | 2 | 49:41 | 14:04  |
| 4   | SC Aufbau Magdeburg          | 9  | 6 | 1 | 2 | 73:45 | 13:05  |
| 5   | BSG Traktor Dummerstorf      | 9  | 4 | 1 | 4 | 51:54 | 09:09  |
| 6   | BSG Lok Rangsdorf            | 9  | 4 | 1 | 4 | 39:51 | 09:09  |
| 7   | BSG Post Magdeburg           | 9  | 3 | - | 6 | 50:60 | 06:12  |
| 8   | SC DHfK Leipzig              | 9  | 2 | - | 7 | 56:64 | 04:14  |
| 9   | BSG Motor Stralsund (N)      | 9  | 1 | 1 | 7 | 37:59 | 03:15  |
| 10  | BSG Turbine Bewag Berlin (N) | 9  | - | - | 9 | 28:97 | 00:18  |

| Pl. | Mannschaft                 | Sp | S | U | N | Tore  | Punkte |
| 1   | BSG Empor Halloren Halle   | *8 | 5 | 3 | - | 52:30 | 13:03  |
| 2   | SC Einheit Dresden         | 9  | 6 | 1 | 2 | 60:45 | 13:05  |
| 3   | SC Lok Leipzig             | 9  | 7 | - | 2 | 72:31 | 14:04  |
| 4   | BSG Fortschritt Weißenfels | *7 | 5 | 1 | 1 | 37:25 | 11:03  |
| 5   | SG Dynamo Karl-Marx-Stadt  | 9  | 5 | 1 | 3 | 46:38 | 11:07  |
| 6   | SG Dynamo Leipzig (N)      | 9  | 5 | - | 4 | 52:49 | 10:08  |
| 7   | DBSG ZAB Dessau            | 9  | 3 | - | 6 | 54:67 | 06:12  |
| 8   | BSG Chemie Piesteritz (N)  | 9  | 1 | 1 | 7 | 46:78 | 03:15  |
| 9   | BSG Aktivist K.M. Zwickau  | *7 | 1 | 1 | 5 | 21:49 | 03:11  |
| 10  | BSG Motor Weimar           | *8 | - | - | 8 | 32:60 | 00:16  |

| Entscheidungsspiel um den Staffelsieg: BSG Empor Halloren Halle - BSG Fortschritt Weißenfels 9:8 |

 * Die fehlenden Ergebnisse konnten nicht ermittelt werden. 

### Endspiel – Feld
(4. Juli 1965)
SC Empor Rostock – BSG Halloren Halle 5:1
Das letzte Feldhandballendspiel der Frauen wurde überlegen vom Titelverteidiger SC Empor Rostock gewonnen. Der SC Empor musste zwar wegen der bevorstehenden Frauen-Weltmeisterschaft auf seine Nationalspielerinnen verzichten, doch auch die BSG Halloren hatten ein Handicap zu verkraften. Sie hatten zwei Tage zuvor noch ein Entscheidungsspiel um den Staffelsieg gegen Fortschritt Weißenfels auszutragen, das sie erst nach zweimaliger Verlängerung mit 9:8 gewannen. Trotzdem dominierten die Hallenserinnen zunächst und gingen mit 1:0 in Führung. Trotz des Ausgleichstores durch Preuß lag Rostock eine Viertelstunde unter Druck und hatte es nur ihrer sicheren Torhüterin zu verdanken, dass Halle zu keinen weiteren Toren kam. Auch die Rostockerinnen taten sich anfangs mit dem Toreschießen schwer, die Halloren-Abwehr stand sicher. Mit zunehmender Spieldauer ließ die Kondition der Hallenserinnen nach und Rostocks Routine gewann die Oberhand. Vor allem über die rechte Seite wurden nun erfolgreiche Angriffe gestartet, die letztendlich spielentscheidend waren.
| Torschützen Rostock: Preuß (2), Kikillus, Hauptmann, Soldan – Torschütze Halle: Müller – 14 Meter: drei für Rostock (zwei verwandelt), einer für Halle (nicht verwandelt) – Herausstellungen: Apel, Diettmann (Rostock) |
| Schiedsrichter: Siebert (Güsten) – Zuschauer: 700 in Staßfurt |